# Sultanatet Tunis
Sultanatet Tunis var et sultanat i Nordafrika ledet af hafsiderne. Hafsiderne var et Sunni muslimsk dynasti af Berber afstamning, som reagerede Ifriqiya, hvilke udgør det vestlige Libyen, Tunesien og den østlige del af Algeriet fra 1229 til deres fald i 1574 og områdets underlæggelse under det Osmanniske rige. 

## Historie
Dynastiet blev opkaldt efter Muhammad bin Abu Hafs, en Berber fra Masmuda stammen i Marokko. Han blev udnævnt til guvernør for Ifriqiya (nutidens Tunesien) af Muhammad an-Nasir , kalif i Almohad kalifatet mellem 1198-1213. Banu Hafs var en stærk gruppe blandt Almohaderne; deres forfader er Omar Abu Hafs al-Hentati, medlem af Ti-rådets og en tæt følgesvend af Ibn Tumart. Hans oprindelige navn var "Fesga Oumzal", som senere blev ændret til "Abu Hafs Omar ibn Yahya al-Hentati" (også kendt som "Omar Inti"), da der var en tradition for Ibn Tumart at omdøbe sine nære ledsagere, når de havde overholdt hans religiøse lære.
Under Hafsiderne blev handelen mellem det kristne europa større, men også sørøveri mod kristen fragt voksede, især under Abd al-Aziz II. I 1429 angreb Hafsiderne øen Malta og tog 3.000 slaver, selv om de ikke tog øen.
I det 16. århundrede blev hafsiderne i stigende grad fanget i magtkampen mellem Spanien og det osmanniske imperium. Osmannerne erobrede Tunis i 1534, et år senere drev den hellige romerske kejser Karl 5 , osmannerne ud af Tunis og bragte Muley Hassan tilbage for at regere Tunesien. I 1535 blev de en vassal af Spanien. I 1574 tog Osmannerne Tunis tilbage, og Muhammad IV, der var den sidste leder af Hafsiderne, blev bragt til Konstantinopel og blev senere henrettet på grund af dels sit samarbejde med Spanien dels den osmanniske sultans ønske om at få titlen Kalif, som Muhammad IV kontrollerede, fordi osmannerne også på det tidpunkt kontrollerede Mekka og Medina, to af de helligste byer i islam. Hafsiderne overlevede osmannernes forfølgelse, idet en gren af familien drog til den kanariske ø Tenerife.

## Hafsideherskere
| Regeringstid | Navn                          |
| ------------ | ----------------------------- |
| 1207-1216    | Abd al-Wahid                  |
| 1224-1229    | Abd-Allah                     |
| 1229-1249    | Abu Zakariya                  |
| 1249-1277    | Muhammad I al-Mustansir       |
| 1277-1279    | Yahya II al-Watiq             |
| 1279-1283    | Ibrahim I                     |
| 1283         | Abd al-Aziz I                 |
| 1283-1284    | Ibn Abi Umara                 |
| 1284-1285    | Abu Hafs Umar I               |
| 1285-1309    | Muhammad I                    |
| 1309         | Abu Bakr I                    |
| 1309-1311    | Aba al-Baqa Khalid an-Nasir   |
| 1311-1317    | Aba Yahya Zakariya al-Lihyani |
| 1317-1318    | Muhammad II                   |
| 1318-1346    | Abu Bakr II                   |
| 1346-1349    | Abu Hafs Umar II              |
| 1349         | Ahmad I                       |
| 1350-1369    | Ibrahim II                    |
| 1369-1371    | Abu al-Baqa Khalid            |
| 1371-1394    | Ahmad II                      |
| 1394-1434    | Abd al-Aziz II                |
| 1434-1436    | Muhammad III                  |
| 1436-1488    | Uthman                        |
| 1488-1489    | Abu Zakariya Yahya II         |
| 1489-1490    | Abd al-Mu'min                 |
| 1490-1494    | Abu Yahya Zakariya            |
| 1494-1526    | Muhammad IV                   |
| 1526-1543    | Muhammad V                    |
| 1543-1569    | Ahmad III                     |
| 1573-1574    | Muhammad VI                   |